# رجم عميرات
رجم عميرات  قرية سوريّة تتبع إداريّاً لمحافظة حلب منطقة جبل سمعان ناحية تل الضمان، بلغ تعداد سكانها 636 نسمة حسب التعداد السكاني لعام 2004.